# Advanzia Bank
Advanzia Bank, con sede central en Munsbach (Luxembourg), es un banco digital europeo. La empresa tiene su domicilio social en Luxemburgo desde su fundación en el año 2005 y está sujeta a las autoridades de supervisión bancaria de dicho país. Advanzia Bank ofrece tarjetas de crédito sin comisiones y cuentas corrientes a clientes particulares. Asimismo, ofrece tarjetas de crédito y soluciones de tarjetas de crédito a socios corporativos y a otras instituciones financieras. La empresa es uno de los mayores participantes en el mercado de este sector.

## Historia

### Fundación y crecimiento
La fundación de Advanzia Bank se remonta a una iniciativa de antiguos directivos del banco noruego Bankia Bank. La nueva empresa obtuvo a finales de 2005 una licencia bancaria del Ministerio de Finanzas luxemburgués e inició sus operaciones comerciales en 2006. Ese mismo año, Advanzia Bank se introdujo en el mercado alemán. Esto fue valorado como ejemplo de la creciente competencia entre institutos de crédito nacionales e internacionales.
Advanzia Bank trabaja desde un principio como banco directo sin filiales. Su actividad se centra en dos productos: una tarjeta de crédito sin comisiones y una cuenta corriente para depositar dinero con intereses comparativamente altos. Ambas ofertas recibieron una amplia acogida en los medios. El banco superó la crisis financiera global a partir de 2007 sin grandes problemas. En el ejercicio fiscal de 2009, Advanzia Bank obtuvo beneficios por primera vez.

### Internacionalización
En los años 2010, Advanzia Bank consiguió seguir internacionalizando su negocio sobre la base de la Directiva europea relativa a la comercialización a distancia de servicios financieros, es decir, sin sucursales en los mercados objetivo. En 2012 inició actividades en Francia, en 2015, en Austria y en 2019, adicionalmente en España. En 2018/2019, Advanzia Bank adquirió las soluciones de tarjetas de crédito del banco sueco Catella Bank.
Teniendo en cuenta el número de tarjetas de crédito emitidas y el capital fijo administrado, su núcleo de actividad se halla hasta ahora en los países germanoparlantes.

### Evolución actual
Desde 2020, la tarjeta de crédito sin comisiones de Advanzia Bank es compatible con el pago móvil, entre otros, mediante Google Pay. Entretanto, el banco no solo concede tarjetas de crédito Mastercard, sino que también cuenta con la correspondiente licencia de la competidora Visa.

## Estructura de la empresa

### Forma jurídica, objeto
Advanzia Bank es una Société Anonyme (S.A.), es decir, una sociedad anónima de acuerdo con el Derecho luxemburgués. El objeto de la empresa abarca la realización de negocios bancarios, en especial la emisión de tarjetas de crédito, la concesión de préstamos a titulares de tarjetas de crédito, así como la aceptación de depósitos en efectivo.

### Regulación
La empresa está supervisada por la Commission de Surveillance du Secteur Financier (CSSF), la comisión de vigilancia del sector financiero luxemburguesa. Advanzia Bank forma parte del sistema de protección de depósitos de Luxemburgo, Fonds de garantie des dépôts Luxembourg (FGDL), que garantiza depósitos de clientes particulares por un importe de 100.000 euros.

### Accionistas
Advanzia Bank está en manos de inversores privados. El grupo noruego Kistefos es propietario desde 2006 de en torno al 60 % y, por tanto, de la mayoría de las acciones. Este consolida el estado financiero de la empresa en su balance. Bengt Arve Rem, Chief Executive Officer (CEO) del grupo Kistefos, es el presidente del Consejo de Administración de Advanzia Bank.

### Dirección
El equipo de dirección de Advanzia Bank está formado por Roland Ludwig (Director General), Kaj Larsen (Secretario General) y Patrick Thilges (Director Financiero).

## Productos
El modelo de negocio de Advanzia Bank se basa en la emisión de tarjetas de crédito, cuya financiación se basa a su vez principalmente en los depósitos de las cuentas corrientes.

### Servicio de pago
Advanzia Bank ofrece a clientes particulares, en cooperación con Mastercard, una tarjeta de crédito por la que no hay que pagar ninguna comisión anual. Además, tampoco se cobra ninguna comisión por retirar efectivo. Y su uso en el extranjero no implica ningún gasto. A las compras con la tarjeta de crédito se aplica un pago aplazado sin intereses, lo cual equivale a un crédito rotativo.
Advanzia Bank actúa también como emisor de tarjetas de crédito de otras empresas. Estas utilizan las tarjetas de crédito de marca para la fidelización de clientes. Además, Advanzia Bank actúa como proveedor de servicios de externalización para las tarjetas de crédito de otros institutos financieros.
En la actualidad, unos 2,1 millones de personas son titulares de una tarjeta de crédito de Advanzia Bank, y el saldo bruto asciende a 2205 millones de euros.

### Inversión de capital
Advanzia Bank gestiona cuentas corrientes de clientes particulares sin comisiones. La oferta se caracteriza desde hace años por unos intereses por encima de la media, que no se limitan a un importe máximo. Estos se abonan mensualmente.

## Crítica
Advanzia Bank es criticada por los excesivos intereses de su tarjeta de crédito adquirida sin comisiones. Estos intereses se devengan si las disposiciones de efectivo superan el plazo de pago sin comisión. El crédito parcial en sí es, no obstante, opcional. Los defensores de los consumidores advierten de forma general sobre los riesgos de las "tarjetas de crédito rotativo que aplican el modelo estadounidense", ya que estas suponen una forma de endeudamiento.
Asimismo, defensores de los consumidores alemanes critican los métodos de venta de la empresa. Hay clientes, por ejemplo, que han recibido tarjetas de crédito sin haberlas solicitado. Advanzia Bank afirma que se trata en estos casos de robos de identidad.